# Kandahar-Abfahrt Garmisch
Die Kandahar-Abfahrt Garmisch ist eine Abfahrtsstrecke im Garmisch-Partenkirchener Ortsteil Garmisch. Sie gilt als eine der anspruchsvollsten Rennstrecken im Alpinen Skiweltcup.
Ihren Namen erhielt die Abfahrt als einer der fünf Austragungsorte des Arlberg-Kandahar-Rennens, das wiederum nach Frederick Roberts, dem Earl of Kandahar, benannt ist.

## Geschichte

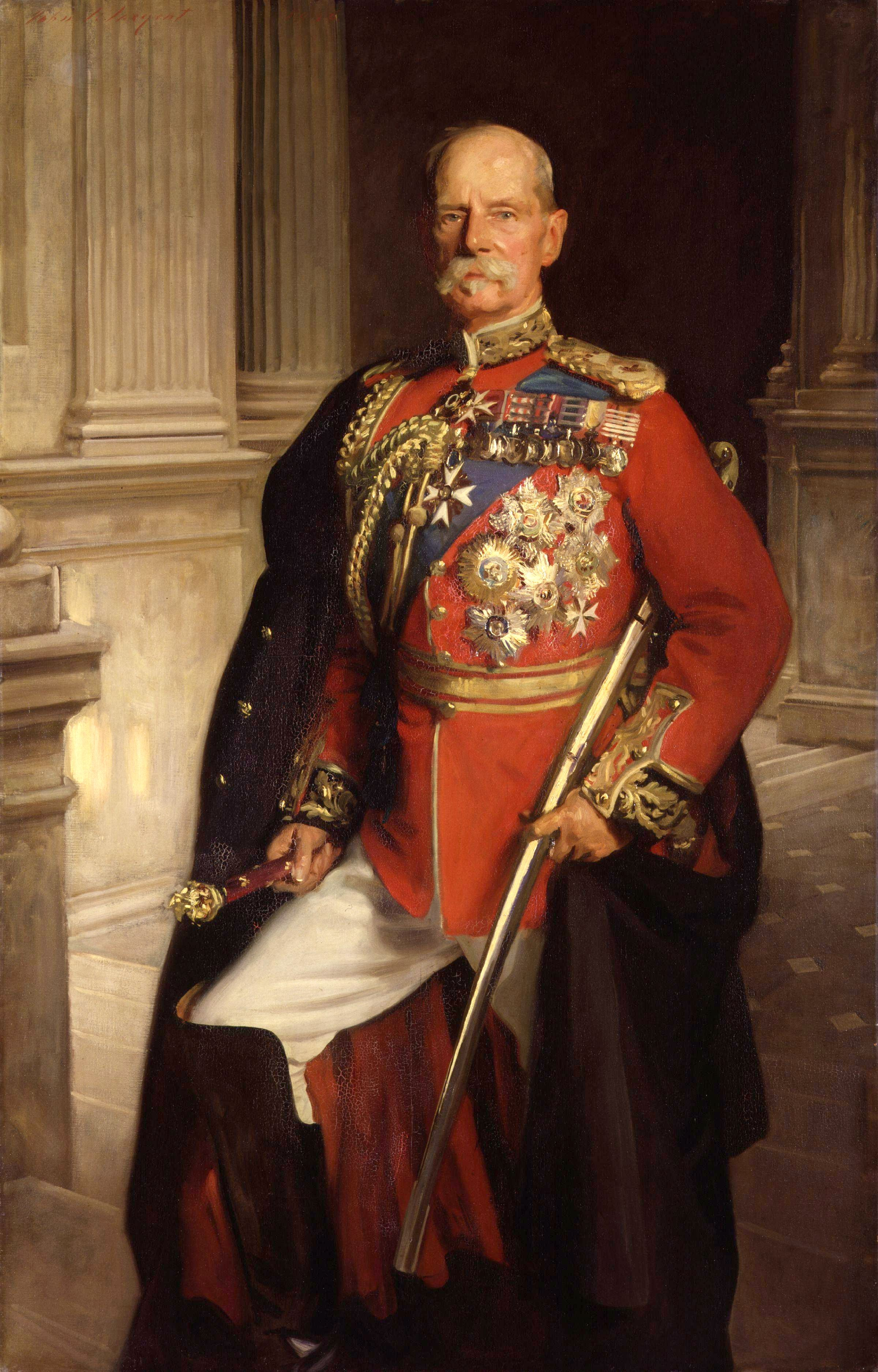
Namensgeber Feldmarschall Frederick Roberts, Baron of Kandahar and Waterford (Ölgemälde von John Singer Sargent, 1906)

Der Brite Frederick Roberts – wegen militärischer Erfolge im afghanischen Kandahar zum „Baron Roberts of Kandahar and Waterford“ erhoben – stiftete im Jahr 1911 einen Pokal für ein Skirennen mit dem Namen „Challenge Roberts of Kandahar“. Das Rennen wurde in den 1920er-Jahren dann im österreichischen St. Anton am Arlberg ausgetragen und gelangte später über Umwege nach Garmisch.
Da die bisherige Standard-Abfahrt in Garmisch als zu leicht für die Olympischen Winterspiele 1936 angesehen wurde, legte man am Kreuzeck zwei neue Pisten an: die nach ihren Planern bezeichnete Neuner-Strecke, auf der das olympische Abfahrtsrennen ausgetragen wurde, und die Krembs-Strecke, aus der die heutige Kandahar-Abfahrt entstand.
Seit 1954 ist Garmisch-Partenkirchen Veranstaltungsort der traditionellen Arlberg-Kandahar-Rennen. Erstmals im Rahmen des Weltcups fanden die Garmischer Kandahar-Rennen 1969/1970 statt. Bei den Weltmeisterschaften 1978 gewann Sepp Walcher auf der Kandahar-Strecke die Goldmedaille in der Abfahrt vor Michael Veith und Werner Grissmann.
Bei der Weltcupabfahrt 1994 verunglückte die österreichische Rennläuferin Ulrike Maier tödlich. Seither wurden keine Damenabfahrten mehr auf der Kandahar durchgeführt, bis 2008 die Strecke umgebaut und den aktuellen Sicherheitsstandards der FIS angepasst wurde. Die Strecken der Damen und Herren werden nun weitgehend auf verschiedenen Trassen geführt, enden aber im selben Zielstadion.
Beim Weltcup-Finale 2010 und bei den Weltmeisterschaften 2011 wurden alle Wettbewerbe mit Ausnahme der Slaloms, die auf dem Gudiberg stattfanden, auf der Kandahar-Piste ausgetragen. Dabei gewann Elisabeth Görgl als erfolgreichste Athletin bei diesen Titelkämpfen zwei Goldmedaillen, und zwar im Super-G und in der Abfahrt.
Die Kandahar war wie der Gudiberg Bestandteil der Münchner Bewerbung für die Olympischen Winterspiele 2018.

## Streckenführung

### Damen
Die Kandahar 1 startet am Tröglhang in 1490 Metern Seehöhe und führt weitgehend über die alte Strecke der Herren: Nach dem Schußanger mit seinen zwei Kurven kommt ein Sprung ins Himmelreich, wo sich der Start des Super-G befindet. Das Waldeck mit dem höchsten Gefälle der Damenstrecke ist eine technisch anspruchsvolle Traverse. Hier, wo auch der Riesenslalom gestartet wird, beginnt seit den Adaptierungen 2008 eine neue Streckenführung: Der Eishang wird über die Ramwiesen umfahren, und über das Höllentor geht es wieder zurück auf die ursprüngliche Kandahar in die Hölle, einen Steilhang. Es folgt die FIS-Schneise, eine Schrägfahrt, die nach einer Linkskurve kurz vor dem Tauber-Schuss in die Herrenstrecke mündet.
Die Damenabfahrt ist 2920 Meter lang. Die erste Siegerin auf der neuen Strecke, Maria Riesch aus Partenkirchen, bewältigte die Abfahrt beim Weltcup-Finale 2010 in einer Zeit von 1:34,82 Minuten. Bei den Weltmeisterschaften 2011 betrug Elisabeth Görgls Siegerzeit 1:47,24 Minuten.

### Herren
Der Start der Abfahrt auf der Kandahar 2 liegt am Kreuzjoch in 1690 Metern Seehöhe. Bis zum Seele, einer S-Kurve,  beschleunigen die Fahrer in wenigen Sekunden von 0 auf über 100 km/h. Nach dem Tröglhang, bis zum Umbau 2008 der steilste Abschnitt, folgt die Abfahrt seit 2009 einer neuen Strecke, die zunächst über die langgezogene Olympia-Kurve und den Panorama-Sprung führt. Im anschließenden Stegerwald befindet sich der Start des Super-G. Danach kommt die Alte Quelle, ehe die Strecke am Bödele wieder in die ursprüngliche Kandahar mündet. Oberhalb des Eishanges liegt der Start des Riesenslaloms. Nach dem Seilbahnsprung mit Weiten von 40 bis 60 Meter biegen die Rennläufer nach rechts in den zweiten neu gestalteten Teil der Kandahar ab, der mit einem weiteren Sprung beginnt: Der Kramersprung geht in Richtung  Kramer zwischen 20 und 40 Meter weit. Der nächste Abschnitt heißt Padöls und mündet nach einer lang gezogenen Linkskurve um eine Seilbahnstütze der Kreuzeck-Bahn in die flachere Passage Auf der Mauer. Es folgt der Freie Fall, die mit einem Gefälle von 92 % seit 2009 steilste Stelle im gesamten Weltcup. Sie ist bereits vom Ziel einsehbar. Am Ende des Hanges führt die Strecke in den ursprünglichen Zielabschnitt der Kandahar, der mit dem Tauber-Schuss beginnt und am Ende über den ca. 20 Meter weiten Zielsprung führt.
Die Abfahrt ist 3330 Meter lang. Beim Weltcup-Finale 2010 wurde erstmals über die volle Länge gefahren, wobei der Sieger Carlo Janka aus der Schweiz eine Laufzeit von 1:58,45 Minuten erzielte. Bei seiner Fahrt zum Weltmeistertitel verbesserte Erik Guay aus Kanada den Rekord auf 1:58,41 Minuten.
In den darauffolgenden Jahren verhinderten Wetterkapriolen die Durchführung eines Rennens über die volle Distanz. 2012 wurde die Abfahrt verkürzt auf der Kandahar 1 gefahren. In den Jahren 2013 und 2015 fand das Rennen auf der verkürzten Kandahar 2 statt. 2014 wurden die Rennen aufgrund von Schneemangel nach St. Moritz verlegt. Im Jahr 2016 wurde die Abfahrt zwar beim originalen Herrenstart gestartet, verlief aber ab dem Tröglhang auf der Kandahar 1. 
2017 beinhaltete die Abfahrt die Streckenteile Schusshanger und Himmelreich, welche sich auf der Kandahar 1 befinden. Die Passagen Panorama-Sprung, Stegerwald und Alte Quelle waren somit kein Teil des Rennens. Dies ist auch der Grund dafür, dass Travis Ganong aus den Vereinigten Staaten um mehr als 4 Sekunden schneller war als der Streckenrekord aus dem Jahr 2011.